# 富山県道278号福野停車場線
富山県道278号福野停車場線（とやまけんどう278ごう ふくのていしゃじょうせん）は、富山県南砺市内を通る一般県道（富山県道）である。

## 概要

### 路線データ
- 起点：富山県南砺市松原新1771の1[1]（＝JR福野駅前）
- 終点：富山県南砺市松原新1818の1[1]（＝富山県道71号池尻福野線（富山県道277号福野城端線と重複）交点）

## 歴史
- 1960年（昭和35年）4月23日：路線認定[1][2]。

## 地理

### 通過する自治体
- 富山県南砺市

### 接続道路
- 富山県道71号池尻福野線（富山県道277号福野城端線重複）（南砺市松原新：終点）

### 周辺
- JR城端線福野駅
- 南砺市立福野中学校
- 川田テクノロジーズ
  - 川田工業富山工場